# Giuseppe Moretti
Giuseppe L. Moretti (Roncaro, 30 de noviembre de 1782 - Pavía, 2 de diciembre de 1853) fue un botánico, y micólogo italiano.

## Biografía
Fue un botánico que recolectó, estudió y clasificó las plantas de la península itálica, teniendo una comunicación por carta con científicos de su tiempo, tal es el caso de la correspondencia que tuvo con Willian Henry Fox Talbot, de la Sociedad linneana de Londres. Así en una carta de 16 de diciembre de 1823 se dirige a él consultando sobre varias especies del género Saxifraga, y en otra carta con fecha de 2 de junio de 1826, informando de las ligazones existentes de la Flora que se encuentra en Calabria, Sicilia y los Abruzos.
Fue docente de Botánica en la Universidad de Pavía, de 1826 a 1853, y Prefecto del "Jardín Botánico de Pavia".
Describió en 1823 la especie Ophrys bertolonii de la familia Orchidaceae.

## Epónimos
- (Brassicaceae) Morettia DC.[2]